# Say You Love Me (Simply Red)
Say You Love Me è un singolo del gruppo musicale britannico Simply Red, estratto dall'album Blue nel 1998.

## Tracce
1. Say You Love Me – 3:44
2. So Jungiful – 4:46
3. So Many People (Live) – 5:42
4. Never Never Love (Live) – 4:35

## Classifiche
| Classifica (1998) | Posizione massima |
| ----------------- | ----------------- |
| Austria           | 18                |
| Belgio (Fiandre)  | 54                |
| Belgio (Vallonia) | 24                |
| Germania          | 49                |
| Irlanda           | 15                |
| Italia            | 10                |
| Paesi Bassi       | 71                |
| Regno Unito       | 7                 |